# Mecosta
Mecosta é uma vila localizada no estado americano de Michigan, no Condado de Mecosta.

## Demografia
Segundo o censo americano de 2000, a sua população era de 440 habitantes.
Em 2006, foi estimada uma população de 444, um aumento de 4 (0.9%).

## Geografia
De acordo com o United States Census Bureau tem uma área de
3,0 km², dos quais 3,0 km² cobertos por terra e 0,0 km² cobertos por água. Mecosta localiza-se a aproximadamente 299 m acima do nível do mar.

## Localidades na vizinhança
O diagrama seguinte representa as localidades num raio de 20 km ao redor de Mecosta.